# Броненосцы типа «Индиана»
Бронено́сцы ти́па «Индиа́на» (англ.  Indiana-class battleshps) — первые броненосцы 1-го класса, спроектированные и построенные для ВМФ США в 1890-х годах. Официально обозначались как «линкоры береговой обороны», имели сравнительно низкий надводный борт и ограниченную мореходность при высокой скорости и мощном вооружении. Стали первыми в мире кораблями, на которых ввели промежуточный калибр между тяжёлой артиллерией и управляемыми вручную скорострельными орудиями. Участвовали в испано-американской войне. В 1919 были списаны и использованы как мишени на учениях. «Орегон» в роли плавучего музея оставался на плаву до 1941 года, когда ввиду плохого состояния корабля было решено продать его на лом. Демонтаж был отложен в связи с решением использовать корабль как бронированный транспорт боеприпасов. Разобран в 1956 году.

## История
Построив недостаточно удачные «Техас» и «Мэн» на основании устаревшего европейского опыта, американский флот решил в дальнейшем отказаться от заимствования и идти собственным путём. Такое намерение было намного более рискованным — ибо учиться теперь приходилось исключительно на своих ошибках — но позволяло избежать заимствования заведомо устаревших конструкторских решений.
В 1889 году Конгресс США рассмотрел представленную ему 15-летнюю программу развития кораблестроения. Центральным пунктом было создание флота из десяти эскадренных броненосцев 1-го ранга, со скоростью не менее 17 узлов и дальностью плавания в 10000 км. Этот флот рассматривался как оружие устрашения потенциальных агрессоров, которое в случае войны могло бы осуществлять дальние переходы и наносить удары по вражескому побережью.
В дополнение, для обороны американского побережья предполагалось построить двадцать пять эскадренных броненосцев II-го ранга трёх разных классов. Первый составляли восемь 8000-тонных кораблей, вооружённых проектируемыми 330-миллиметровыми орудиями. Второй — десять 7500-тонных кораблей, оснащённых 305-миллиметровыми орудиями. И третий класс (к которому относились строящиеся «Мэн» и «Техас») должен был состоять из пяти кораблей водоизмещением в 6000 тонн с вооружением из 305-миллиметровых и 254-миллиметровых орудий. Также предполагалось построить более 167 малых единиц.
Амбициозный план был заблокирован Конгрессом, который увидел в нём прямой отход от традиционного американского изоляционизма и переход к политике империализма (что в тот момент противоречило настроениям американского населения). Даже многие из поддерживавших развитие военно-морских сил сенаторов были встревожены чрезмерной амбициозностью плана: они опасались, что Конгресс в итоге отвергнет программу кораблестроения полностью, и в бюджете флота не будет средств на постройку новых кораблей ещё несколько лет. Но всё же в 1890 году, Конгресс авторизировал постройку трёх 8000-тонных линкоров, рассматриваемых как корабли береговой обороны, способные также к действиям в открытом море. Чуть позже было принято решение вооружить эти корабли 330-миллиметровыми орудиями, чтобы сделать их (при ограниченном водоизмещении) в боевом плане превосходящими обычные броненосцы того времени.

## Конструкция

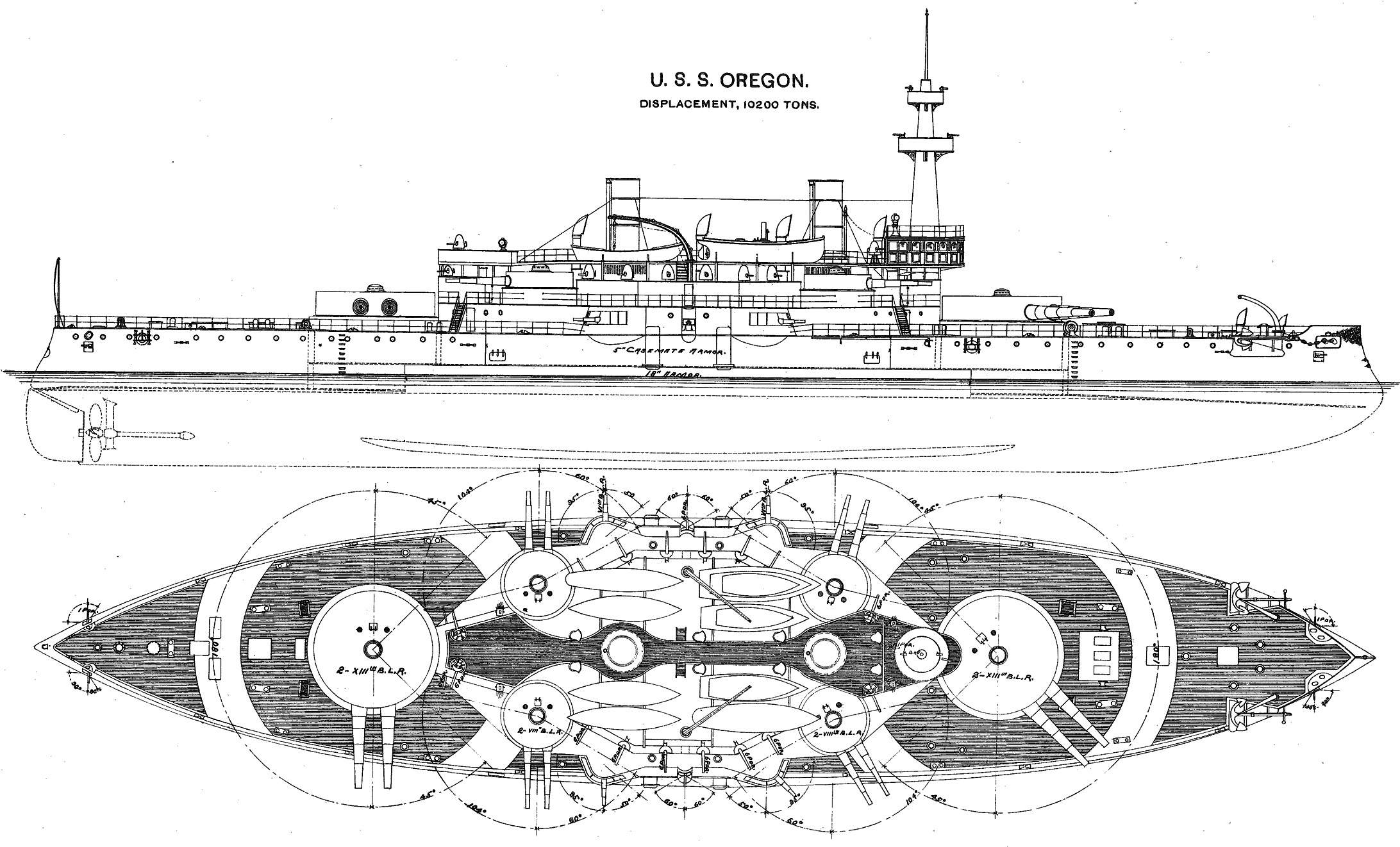
Схема броненосца «Орегон»

Спроектированные для береговой обороны, «Индианы» были низкобортными кораблями с умеренной океанской мореходностью, небольшим радиусом экономического хода, но очень тяжёлым вооружением и броневой защитой. Технически, они являлись развитием американской концепции океанских мониторов. Их полное водоизмещение составляло 10299 тонн: корабли имели гладкую верхнюю палубу и классическое для кораблестроения конца XIX века расположение артиллерии главного калибра в носовой и кормовой двухорудийных башнях.
Первоначальный проект предусматривал оснащение кораблей скуловыми килями, для улучшения стабильности. Но так как в ходе постройки выяснилось, что большинство доков в США не сможет принять корабли со скуловыми килями без реконструкции, в итоге кили убрали. Это негативно сказалось на остойчивости кораблей. Ситуацию ухудшила несбалансированность башен главного калибра — при сильном шторме они начинали мотаться из стороны в сторону, так как тяжёлые орудийные стволы смещали центр тяжести. В итоге, в 1897 году скуловые кили всё же установили на кораблях, что частично решило проблему.
Корабль имел единственную конической формы боевую мачту с двумя тяжёлыми марсами. Цилиндрическая боевая рубка охватывала основание мачты.

### Вооружение

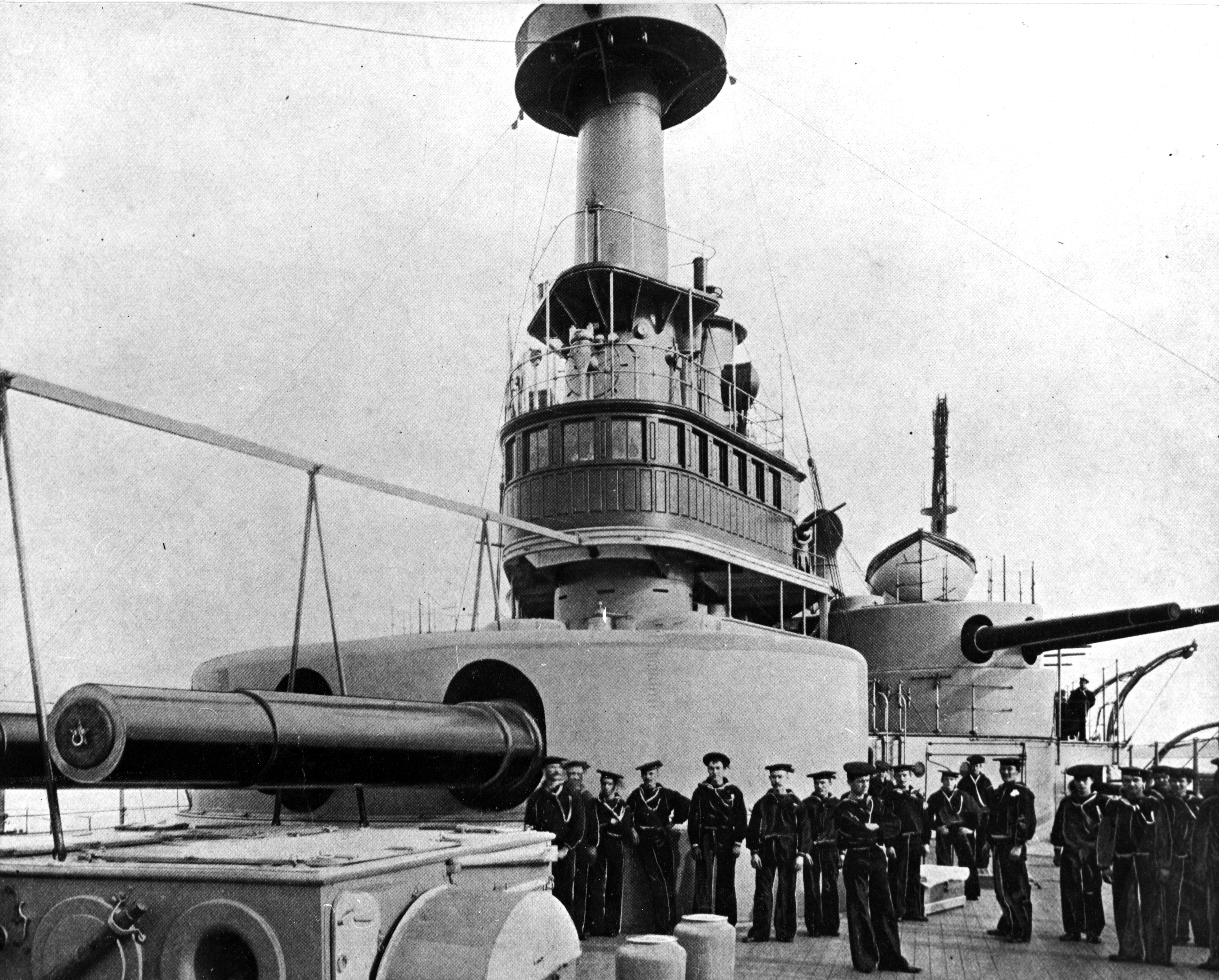
Вид на носовые орудийные башни «Индианы»

Основное вооружение новых кораблей теперь размещалось в двух расположенных по центральной линии двухорудийных башнях главного калибра. Стремясь обеспечить своим кораблям максимально высокую огневую мощь, американские конструкторы вооружили их 330-миллиметровыми орудиями с длиной ствола в 35 калибров. Считалось, что эти огромные пушки, способные запустить 512-килограммовый снаряд на расстояние в 11000 метров с начальной скоростью в 610 метров в секунду и пробить на расстоянии в 8000 метров 203-миллиметровую Гарвеированную бронеплиту, превосходят любые европейские орудия по пробивной мощи.
Но американцев подвела нехватка опыта при проектировании столь тяжёлых орудий. Из-за неудачной конструкции и архаичных процедур перезарядки, огромные 330-миллиметровые орудия имели скорострельность не более 1 выстрела в 4 или даже 5 минут, совершенно недостаточную по меркам 1890-х. Конструкция цапф была столь неудачной, что орудия пришлось разместить в башнях излишне глубоко, вынудив проделать в лобовом листе огромные уязвимые амбразуры. Башни были не сбалансированы: при повороте орудий на борт, центр тяжести смещался, и корабль приобретал крен до 5 градусов. В довершение всего, орудия использовали для выстрела чёрный порох, в то время как большинство наций уже начало переходить на бездымный.
Американцы отлично осознавали недостатки своих тяжёлых орудий. Чтобы компенсировать их хоть частично, инженеры США впервые в мире установили на броненосцы «промежуточную» артиллерию, занимавшую место между тяжёлыми 250-305-миллиметровыми орудиями и скорострельными 102-152-миллиметровыми пушками.
Промежуточное вооружение «Индиан» состояло из восьми 203-миллиметровых орудий, расположенных попарно в четырёх двухорудийных башнях. Башни располагались по углам надстройки и были высоко приподняты на барбетах, что давало возможность стрелять прямо по носу или корме выше башен главного калибра. В отличие от тяжёлых орудий, американские 203-миллиметровые 35-калиберные пушки были несомненной инженерной удачей, стреляя на дистанцию до 14360 метров. Изначально, скорострельность орудий была низкой — один выстрел в полторы-две минуты — но с помощью лучшего обучения экипажей и упрощения процедуры перезарядки, её удалось поднять до 2,5 выстрелов в минуту.
Скорострельное вооружение «Индиан» составляли четыре 152-миллиметровые 40-калиберные пушки в казематах между башнями промежуточного калибра. Противоминное вооружение было представлено двадцатью 6-фунтовыми орудиями Гочкисса, из которых два располагались на главной палубе, в каземате между казематами 152-миллиметровых орудий, а остальные восемнадцать стояли на крыше надстройки. Это вооружение дополняли шесть однофунтовых пулемётных орудий Дриггса-Шредера, четыре из которых располагались в казематах в носовой и кормовой оконечности, а два — на боевом марсе единственной мачты.
Подводное вооружение состояло из шести 450-мм надводных торпедных аппаратов: расположенные слишком близко к ватер-линии, они были быстро признаны бесполезными, и в 1908 году сняты.

### Броневая защита
За исключением палубы, башен 203-миллиметровых орудий и боевых рубок, всё бронирование «Индиан» было изготовлено из Гарвеированной стали (названные выше детали бронировались сталеникелевой броней). Корабли имели цитадельную компоновку. Главный броневой пояс, впечатляющей максимальной толщины в 457 миллиметров, защищал только центральную часть корабля. Его высота составляла 2,3 метра, из которых верхние (выступающие над водой) 0,3 метра имели максимальную толщину: ниже, пояс утоньшался до 220 миллиметров.
Над главным поясом располагался верхний. Толщиной 127 миллиметров, он прикрывал борт от верхней кромки главного пояса и до верхней палубы. Оба пояса защищали пространство между башнями главного калибра, соединяясь с барбетами. Такая схема бронирования — с двумя броневыми поясами и гладкой бронепалубой по верхней кромке бронепояса — стала стандартной для последующих американских броненосцев вплоть до «Вермонта».
Броневая палуба имела толщину в 70 миллиметров в пределах цитадели, и 75 миллиметров за её пределами.
Башни главного калибра защищала 380-миллиметровая броня, а барбеты — 430-миллиметровая. Башни вспомогательного калибра и их барбеты защищались соответственно 152-миллиметровой и 200-миллиметровой бронёй. Казематы скорострельных орудий защищала 127-миллиметровая броня.
Из-за строительной перегрузки, при полной загрузке углем, главный пояс полностью скрывался под водой.

### Силовая установка
Корабли приводились в движение двумя вертикальными паровыми машинами тройного расширения, общей мощностью в 9000 л.с. Пар для машин поставляли четыре двойных паровых котла (ещё два малых котла работали на приводы вспомогательных механизмов). Максимальная скорость теоретически составляла 15 узлов, но на испытаниях все три корабля превысили таковую — «Индиана» выдала 15,6 узлов, «Массачусетс» — 16,2 узла, и «Орегон» — 16,8 узлов. Запаса хода хватало на 10000 км.

## Оценка проекта
Броненосцы типа «Индиана» были первым самостоятельным шагом американского линкорного кораблестроения, и для своей ограниченной ниши — действия в американских водах и защиты американского побережья — были достаточно удачны. К их достоинствам относилась чрезвычайно мощная броневая защита, наличие промежуточного калибра и достаточно высокая скорость.
Главным недостатком кораблей была совершенно неудовлетворительная артиллерия главного калибра. 330-миллиметровые американские пушки, мощные в теории, оказались на практике полным провалом: реально, орудия были даже менее эффективны, чем меньшие 305-миллиметровые пушки. Скорострельность и баллистические качества американских тяжёлых орудий оказались ниже всякой критики, соответствуя стандартам 1870-х, но никак не 1890-х. В битве при Сантьяго-де-Куба ни одно из 330-миллиметровых орудий не добилось попаданий, и единственным успехом их стало взятие «Орегоном» в «вилку» испанского крейсера «Кристобаль Колон», вынудившее испанцев капитулировать.
Корабли типа «Индиана» также страдали от проблем с мореходностью, вызванных низким надводным бортом и несбалансированными башнями главного калибра. В шторм орудия приходилось закреплять дополнительно тросами, так как имевшиеся упоры не выдерживали тяжести конструкций, и башни начинали мотаться при качке, сильно смещая центр тяжести. Исправлен этот недостаток был только в начале XX века.
В целом, корабли серии «Индиана» были значительным шагом вперёд по сравнению с откровенно неудачными «Мэн» и «Техас», но обладали множеством недостатков. Частично исправлены они были в следующем крупном броненосце ВМФ США — «Айова».